# VM i tennis på hardcourt
Verdensmesterskaberne i tennis på hardcourt blev afholdt i perioden 1912–14 og 1920–23. Spillestedet var grusbanerne i Stade Français i Saint-Cloud, Paris, bortset fra i 1922, hvor mesterskaberne blev afholdt i Royal Leopold Club i Bruxelles, Belgien. Mesterskaberne var åbne for alle amatørspillere fra hele verden og var fra 1913 en del af tre verdensmesterskaber, som det nydannede International Lawn Tennis Federation officielt anerkendte. De to andre var VM i tennis på græsbane i form af Wimbledon-mesterskaberne i London og VM i tennis på overdækket bane, der blev afholdt forskellige steder. US National Championships var ikke et officielt ILTF-verdensmesterskab, men det blev af nogle regnet for en turnering med samme status som verdensmesterskaberne.
Verdensmesterskaberne på hardcourt var åbne for alle nationaliteter i modsætning til de franske mesterskaber, som til og med 1924 kun var for spillere med licens i Frankrig. De franske mesterskaber blev også spillet et andet sted dengang, i Racing Club de France.
VM på hardcourt blev ikke spillet i 1924, da Paris var vært for de olympiske lege, hvis tennisturnering blev afholdt i Colombes-distriktet i udkanten af byen, og som også blev anset for et slags mesterskab. I 1925 blev mesterskaberne nedlagt, da de franske mesterskaber (nu French Open) åbnede op for internationale deltagere. Derfor bliver VM på hardcourt af nogle anset for en forløber for French Open.

## Vindere og finalister

### Herresingle
| År      | Mester                                              | Finalist                                            | Resultat                                            |
| ------- | --------------------------------------------------- | --------------------------------------------------- | --------------------------------------------------- |
| 1912    | Otto Froitzheim                                     | Oscar Kreuzer                                       | 6–2, 7–5, 4–6, 7–5                                  |
| 1913    | Anthony Wilding                                     | André Gobert                                        | 6–3, 6–3, 1–6, 6–4                                  |
| 1914    | Anthony Wilding                                     | Ludwig von Salm-Hoogstraeten                        | 6–0, 6–2, 6–4                                       |
| 1915-19 | Ingen mesterskaber på grund af første verdenskrig   | Ingen mesterskaber på grund af første verdenskrig   | Ingen mesterskaber på grund af første verdenskrig   |
| 1920    | William Laurentz                                    | André Gobert                                        | 9–7, 6–2, 3–6, 6–2                                  |
| 1921    | Bill Tilden                                         | Jean Washer                                         | 6–3, 6–3, 6–3                                       |
| 1922    | Henri Cochet                                        | Manuel de Gomar                                     | 6–0, 2–6, 4–6, 6–1, 6–2                             |
| 1923    | Bill Johnston                                       | Jean Washer                                         | 4–6, 6–2, 6–2, 4–6, 6–3                             |
| 1924    | Intet mesterskab på grund af de Olympiske Lege 1924 | Intet mesterskab på grund af de Olympiske Lege 1924 | Intet mesterskab på grund af de Olympiske Lege 1924 |

### Damesingle
| År      | Mester                                              | Finalist                                            | Resultat                                            |
| ------- | --------------------------------------------------- | --------------------------------------------------- | --------------------------------------------------- |
| 1912    | Marguerite Brocquedis                               | Mieken Rieck                                        | 6–3, 0–6, 6–4                                       |
| 1913    | Mieken Rieck                                        | Marguerite Brocquedis                               | 6–4, 3–6, 6–4                                       |
| 1914    | Suzanne Lenglen                                     | Germaine Golding                                    | 6–2, 6–1                                            |
| 1915-19 | Ingen mesterskaber på grund af første verdenskrig   | Ingen mesterskaber på grund af første verdenskrig   | Ingen mesterskaber på grund af første verdenskrig   |
| 1920    | Dorothy Holman                                      | Francisca Subirana                                  | 6–0, 7–5                                            |
| 1921    | Suzanne Lenglen                                     | Molla Mallory                                       | 6–2, 6–3                                            |
| 1922    | Suzanne Lenglen                                     | Elizabeth Ryan                                      | 6–3, 6–2                                            |
| 1923    | Suzanne Lenglen                                     | Kitty McKane                                        | 6–3, 6–3                                            |
| 1924    | Intet mesterskab på grund af de Olympiske Lege 1924 | Intet mesterskab på grund af de Olympiske Lege 1924 | Intet mesterskab på grund af de Olympiske Lege 1924 |

### Herredouble
| År      | Mester                                              | Finalist                                            | Resultat                                            |
| ------- | --------------------------------------------------- | --------------------------------------------------- | --------------------------------------------------- |
| 1912    | Otto Froitzheim Oscar Kreuzer                       | Charles Winslow Harold Kitson                       | 4–6, 6–2, 6–1, 6–3                                  |
| 1913    | Heinrich Kleinschroth Baron von Bissing             | Otto Froitzheim Anthony Wilding                     | 7–5, 0–6, 6–3, 8–6                                  |
| 1914    | Max Decugis Maurice Germot                          | Arthur Gore Algernon Kingscote                      | 6–1, 11–9, 6–8, 6–2                                 |
| 1915-19 | Ingen mesterskaber på grund af første verdenskrig   | Ingen mesterskaber på grund af første verdenskrig   | Ingen mesterskaber på grund af første verdenskrig   |
| 1920    | André Gobert William Laurentz                       | Nicolae Mişu Cecil Blackbeard                       | 6–4, 6–2, 6–1                                       |
| 1921    | André Gobert William Laurentz                       | Alain Gerbaut Pierre Albaran                        | 6–4, 6–2, 6–8, 6–2                                  |
| 1922    | Jean Borotra Henri Cochet                           | Nicolae Mişu Marcel Dupont                          | 6–8, 6–1, 6–1, 6–3                                  |
| 1923    | Jacques Brugnon Marcel Dupont                       | Umberto de Morpurgo Leonce Aslangul                 | 10–12, 3–6, 6–2, 6–3, 6–4                           |
| 1924    | Intet mesterskab på grund af de Olympiske Lege 1924 | Intet mesterskab på grund af de Olympiske Lege 1924 | Intet mesterskab på grund af de Olympiske Lege 1924 |

### Damedouble
| År      | Mester                                              | Finalist                                            | Resultat                                            |
| ------- | --------------------------------------------------- | --------------------------------------------------- | --------------------------------------------------- |
| 1912-13 | Intet mesterskab i damedouble                       | Intet mesterskab i damedouble                       | Intet mesterskab i damedouble                       |
| 1914    | Suzanne Lenglen Elizabeth Ryan                      | Blanche Amblard Suzanne Amblard                     | 6–1, 6–1                                            |
| 1915-19 | Ingen mesterskaber på grund af første verdenskrig   | Ingen mesterskaber på grund af første verdenskrig   | Ingen mesterskaber på grund af første verdenskrig   |
| 1920    | Dorothy Holman Phyllis Satterthwaite                | Germaine Golding Jeanne Vaussard                    | 6–3, 6–1                                            |
| 1921    | Germaine Golding Suzanne Lenglen                    | Dorothy Holman Irene Bowder Peacock                 | 6–2, 6–2                                            |
| 1922    | Suzanne Lenglen Elizabeth Ryan                      | Geraldine Beamish Kathleen McKane                   | 6–0, 6–4                                            |
| 1923    | Geraldine Beamish Kitty McKane                      | Germaine Golding Suzanne Lenglen                    | 6–2, 6–3                                            |
| 1924    | Intet mesterskab på grund af de Olympiske Lege 1924 | Intet mesterskab på grund af de Olympiske Lege 1924 | Intet mesterskab på grund af de Olympiske Lege 1924 |

### Mixed double
| År      | Mester                                              | Finalist                                            | Resultat                                            |
| ------- | --------------------------------------------------- | --------------------------------------------------- | --------------------------------------------------- |
| 1912    | Anne de Borman Max Decugis                          | Mieken Rieck Heinrich Kleinschroth                  | 6–4, 7–5                                            |
| 1913    | Elizabeth Ryan Max Decugis                          | Germaine Golding Anthony Wilding                    | w.o.                                                |
| 1914    | Elizabeth Ryan Max Decugis                          | Suzanne Lenglen Ludwig von Salm-Hoogstraeten        | 6–3, 6–1                                            |
| 1915-19 | Ingen mesterskaber på grund af første verdenskrig   | Ingen mesterskaber på grund af første verdenskrig   | Ingen mesterskaber på grund af første verdenskrig   |
| 1920    | Germaine Golding William Laurentz                   | Suzanne Amblard Max Decugis                         | w.o.                                                |
| 1921    | Suzanne Lenglen Max Decugis                         | Germaine Golding William Laurentz                   | 6–3, 6–2                                            |
| 1922    | Suzanne Lenglen Henri Cochet                        | Geraldine Beamish John Gilbert                      | 6–4, 4–6, 6–0                                       |
| 1923    | Suzanne Lenglen Henri Cochet                        | Kitty McKane John Gilbert                           | 6–2, 10–8                                           |
| 1924    | Intet mesterskab på grund af de Olympiske Lege 1924 | Intet mesterskab på grund af de Olympiske Lege 1924 | Intet mesterskab på grund af de Olympiske Lege 1924 |